# Пираргирит
Пираргирит (от др.-греч. πῦρ — огонь и ἄργυρος — серебро) — минерал подкласса сложных сульфидов, с химической формулой (Ag3ISbIII)S3. Сравнительно редок. Является одним из второстепенных компонентов комплексных руд серебра. Содержит 59,76 % серебра, 22,48 % сурьмы и 17,76 % серы. Кристаллизуется в гексагональной сингонии, обладающей той же степенью симметрии, что и турмалин.

## История открытия и название
Долгое время пираргирит был известен и добывался под названием тёмно-красной серебряной руды (в отличие от часто встречающегося прустита, который повсеместно называли светло-красной серебряной рудой).
Действительное до сегодняшнего дня научное название пираргирит минералу присвоил в 1831 году Эрнст Фридрих Глокер. Он составил его из двух древнегреческих корней: др.-греч. πῦρ, означающий «огонь», и ἄργυρος, в переводе — «серебро». Такое название было связано с поведением пираргирита перед пламенем паяльной лампы, в огне которой из этой руды легко появлялся королёк чистого серебра.
Другие названия минерала: красное серебро, тёмно-красная руда, красная серебряная руда, (сурьмяная) серебряная обманка, рубиновая обманка, гранатовая обманка.

## Свойства
Пираргирит имеет тёмно-красный цвет. Обладает металловидно-алмазным блеском. Под воздействием света образуется налёт серебристого цвета, в связи с чем коллекционные образцы кристаллов хранят в темноте. Обычно встречается в виде мелких кристаллов и вкраплений в руде. Основные месторождения находятся на Алтае, в Гарце (Германия), Вестфалии, Мексике, США.
По внешним признакам пираргирит очень трудно отличим от прустита. Как правило, он несколько темнее, а кристаллы имеют большее число граней, чем кристаллы прустита. Основное отличие между ними состоит в содержаниях As или Sb, таким образом отличие между пруститом и пираргиритом надёжнее всего устанавливается только по результатам химического анализа.
Из других минералов по цвету и блеску на пириргирит похожи также миаргирит (AgSbS2), киноварь, куприт (Cu2O) и цинкит (ZnO). Миаргирит, если встречается не в кристаллах, от пираргирита отличается только по соотношению As:Sb, которое также возможно установить химическим анализом.